# 大矢英代
大矢 英代（おおや はなよ、1987年〈昭和62年〉 -　）は、日本人のジャーナリスト、ドキュメンタリー映画監督。カリフォルニア州立大学フレズノ校人文科学部メディア・コミュニケーション・ジャーナリズム学科アシスタント・プロフェッサー（2023-）。元シラキュース大学ニューハウススクール（S.I. Newhouse School of Public Communications）放送ジャーナリズム学科アシスタント・プロフェッサー（2022-2023年）。

## 経歴
1987年、千葉県に生まれる。秀明八千代中学校・高等学校を経て、2009年に明治学院大学文学部英文学科アメリカ文学コースを卒業。同年、早稲田大学大学院政治学研究科ジャーナリズムコースへ進学。在学中、石垣市を本拠とする八重山毎日新聞社でインターンシップを経験したことをきっかけに、戦争マラリアの取材を始める。のちに波照間島に8ヶ月移住しドキュメンタリー映画を制作。大学院卒業後の2012年、琉球朝日放送入社。報道記者として米軍がらみの事件事故、米軍基地問題、自衛隊配備問題などを取材した。2016年、ドキュメンタリー番組『テロリストは僕だった～沖縄・基地建設反対に立ち上がった元米兵たち～』を作った。2017年、テレビ朝日系列24局の番組審議会委員が推奨する最高の賞プログレス賞最優秀賞など受賞。2017年3月、同社を退職。
2017年、フリーランスとして独立。2018年、元同僚でジャーナリストの三上智恵との共同監督作品『沖縄スパイ戦史』が、文化庁映画賞優秀賞、第92回キネマ旬報ベスト・テン文化映画部門1位など多くの賞を受賞した。
また、『テロリストは僕だった』の取材過程で感じたことがきっかけとなり、フルブライト奨学金制度に応募。 2018年、この奨学金制度によりカリフォルニア大学バークレー校へ。同校でローウェル・バーグマンと出会う。また客員研究員として、米国を拠点に軍隊・国家の構造的暴力をテーマに取材を続けている。2020年2月には、著書・ルポルタージュ『沖縄「戦争マラリア」–強制疎開死3600人の真相に迫る』（あけび書房）を出版し、同年5月、第7回山本美香記念国際ジャーナリスト賞・奨励賞を受賞した。2022年8月、シラキュース大学ニューハウススクール（S.I. Newhouse School of Public Communications）放送ジャーナリズム学科アシスタント・プロフェッサー（テニュアトラック）に就任した。2023年8月、カリフォルニア州立大学フレズノ校アシスタント・プロフェッサー（テニュアトラック）に就任した。

## 著書

### 単著
- 『沖縄「戦争マラリア」：強制疎開死3600人の真相に迫る』あけび書房、2020年2月。 ISBN 978-4-87154-166-4

### 共著
- （渡辺周・花田達朗）『市民とつくる調査報道ジャーナリズム：「広島東洋カープ」をめざすニュース組織』彩流社〈彩流社ブックレット〉、2017年7月。ISBN　978-4-7791-2336-8
- （金平茂紀）『「新しい戦前」のなかでどう正気を保つか』かもがわ出版、2023年10月31日。ISBN 978-4780313000。